# Ilona Karmel
Ilona Karmel Zucker (geboren 14. August 1925 in Krakau; gestorben 30. November 2000 in Cambridge (Massachusetts)) war eine polnisch-US-amerikanische Schriftstellerin.

## Leben
Ilona Karmel war eine Tochter von Hirsch Karmel und Mita Rosenbaum. Nach der deutschen Besetzung Polens wurden sie und ihre ältere Schwester Henryka zusammen mit ihrer Mutter im Krakauer Ghetto inhaftiert und wurden in das KZ Plaszow, in ein Zwangsarbeitslager in Skarżysko-Kamienna und schließlich in das KZ Buchenwald verlegt, wo ihre Mutter starb und sie sich eine schwere Beinverletzung zuzog.
Nach der Befreiung musste sie ihre Verletzungen in deutschen und schwedischen Krankenhäusern über zwei Jahre lang auskurieren. Sie folgte 1948 ihrer Schwester in die USA, die dort bereits insgeheim geschriebene Gedichte aus der Zeit ihrer KZ-Haft veröffentlicht hatte.
Karmel machte einen B.A. in Englisch am Radcliffe College. Sie war von 1979 bis 1995 als Senior Lecturer für Kreatives Schreiben am Massachusetts Institute of Technology beschäftigt und wurde an der Hochschule für gute Lehre ausgezeichnet. Der Schreibpreis des MIT wurde nach ihr benannt.
Ihr erster Roman Stephania, der ihren Spitalsaufenthalt thematisierte, wurde mehrfach übersetzt. Ihr 1969 veröffentlichter Roman An Estate of Memory fand zunächst keine Resonanz, er wurde dann 1986 bei der Feminist Press New York mit einem Nachwort von Ruth Klüger neu aufgelegt und erschien 1997 auch in deutscher Übersetzung.
Karmel war mit dem Physiker Francis Zucker (1922–1999) verheiratet, der 1938 aus Österreich geflohen war. Sie begleitete ihn häufig bei seinen Dienstreisen nach Deutschland.   

## Werke
- Jakub Appenszlak, Henryka Karmel, Ilona Karmel: Śpiew za drutami. poezje. New York, Association of Friends of Our Tribune, 1947
  - Henia Karmel-Wolfe, Ilona Karmel: A wall of two : poems of resistance and suffering from Kraków to Buchenwald and beyond. Übersetzung Fanny Howe. Herausgeber Arie Alexander Galles, Warren Niesluchowski. Berkeley : University of California Press, 2007
- Fru Holm. In: Mademoiselle, August 1950, S. 203
- Stephania. Boston, Houghton Mifflin, 1953
- An Estate of Memory. 1969
  - An Estate of Memory. Nachwort Ruth K. Angress. New York: Feminist Press at the City University of New York, 1986
  - Aurelia Katz und die anderen : Roman. Übersetzung Dieter Turck. Nachwort Ruth Klüger. Frankfurt am Main: Insel, 1997